# دانا جاكوبسون
دانا جاكوبسون (بالإنجليزية: Dana Jacobson)‏ هي معلقة رياضية أمريكية، ولدت في 5 نوفمبر 1971 في ميشيغان في الولايات المتحدة.